# سيق
سيق هي مدينة ودائرة في الغرب الجزائري تابعة لولاية معسكر وعاصمة لدائرة بنفس الاسم، كانت تتبع سابقا لولاية وهران أما اليوم فتتبع ولاية معسكر في شمال غرب الجزائر. تبعد عن وهران 50 كلم وعن معسكر 51 كلم وعن سيدي بلعباس بـ 54 كلم ومدينة أرزيو الساحلية بـ 37 كلم. في عام 2008 بلغ عدد سكانها ما يقارب 61,373 نسمة.

## التسمية
اسمها القديم في العهد الإسلامي مدينة سيق نظرا لكثرة السواقي فيها وبعد الاستقلال أصبح اسمها من جديد سيق. وهي مشهورة بإنتاج الزيتون الفاخر والصناعات الغذائية.[بحاجة لمصدر]

## التاريخ

### ما قبل التاريخ
تقع سيق 50 كم جنوب شرق وهران في منفذ من وادي مكرة. جذبت منطقة سيق إنسان ما قبل التاريخ الذي ترك آثار له البقاء: فلينت، الفأس مصقول.[بحاجة لمصدر]

### الفترة الرومانية
كانت سيق موجودة بالفعل في العصر الروماني تحت اسم تاساكورا Tasacorra، من الأمازيغية تارا (موكب) وكورا (المكرة): موكب مكرة. كانت تاساكورا واحدة من محطات الطريق الروماني العظيم روسوكوروس (دلس) في كالاما (ندرومة) بين كاسترا نوفا (المحمدية) وريجياي (عربال).[بحاجة لمصدر]

### فترة الدول الإسلامية
بعد الوندال والرومان، فتح المسلمون المنطقة. في ذلك الوقت، كانت سيق المنطقة المحتلة من قبل «زناتيين بانو هوني». حوالي سنة 1150 سقطت المنطقة فيي يد بربر هوارة.[بحاجة لمصدر]

### الفترة العثمانية
في 1708، أصبحت المنطقة بالتأكيد حيازة العثمانيين. الذين حاولوا تطوير سهل سيق.[بحاجة لمصدر]

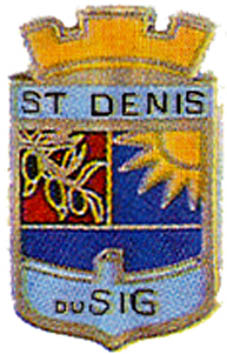
شعارالمدينة زمن الإحتلال الفرنسي

### عهد الإستعمار الفرنسي
- 26 يونيو 1835، وقعت معركة بين الأمير عبد القادر ضد الاستعمار الفرنسي في مزرعة غابات مولاي إسماعيل، وبالقرب من بلدة سيق.[بحاجة لمصدر]
- في 1841، استقر المستعمرين الفرنسيين.
- وفي 20 يونيو 1845 صارت سيق بلدية بمرسوم وزاري[6] وأصبح إسمها سانت دوني (Saint Denis)، والذي أعطاه الإمبراطور الفرنسي بنفسه.
- 22 سبتمبر 1870، صارت سانت دوني دو سيق بلدية كاملة الصلاحيات، حيث انتخب أول رئيس بلدية.
- أول دار حضانة، و«دومين قصر الزيتون» التي تأسست في 1885 من قبل السيد Escudier (مع مرتبة الشرف 102 ميدالية ذهبية والفضة... وأول جائزة المحاصيل بوهران 1909)[بحاجة لمصدر]

### بعد الاستقلال
- وفي 1 يونيو 1975، عينت سيق عاصمة الدائرة (محافظة الفرعية) في ولاية معسكر

## الإقتصاد

### الصناعة
=== الفلاحة === تعد سيق من بين المدن المنتجة لاجود و أجمل انواع الزيتون و يسما سيقواز sigoise

## المواصلات
- الطريق السيارشرق غرب

- الطريق الوطني رقم04
- الطريق الوطني رقم 97
- الطريق الوطني رقم 06
- محطة القطار لخط السكة الحديدية الرابطبين الجزائر وهران

## الرياضة
لسيق فريقين لكرة القدم وهما:
- هلال سيق
- شباب سيق.[بحاجة لمصدر]

## أعلام
- رشيد طه (1958)، موسيقار ومغني فرنسي جزائري.
- الشابة خيرة
- الشاب قاديرو
- الشاب بيلو

## معرض صور

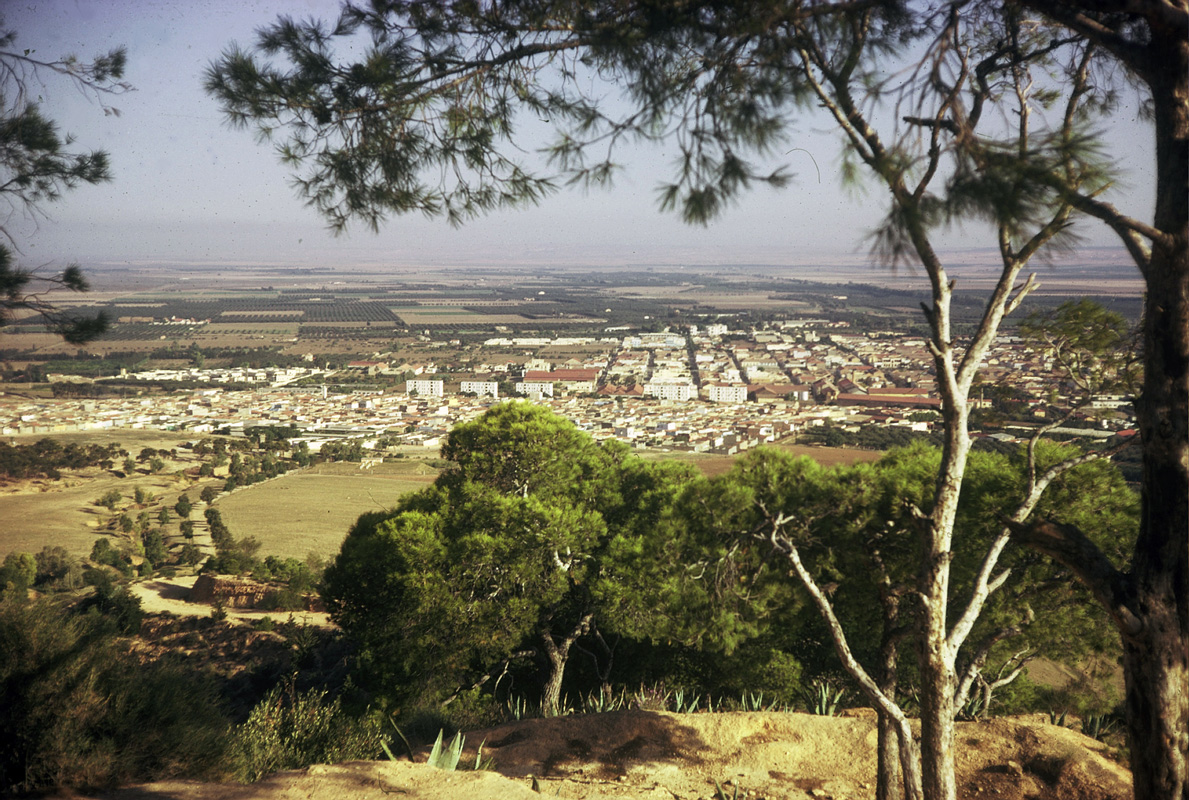
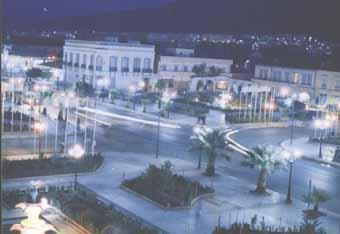
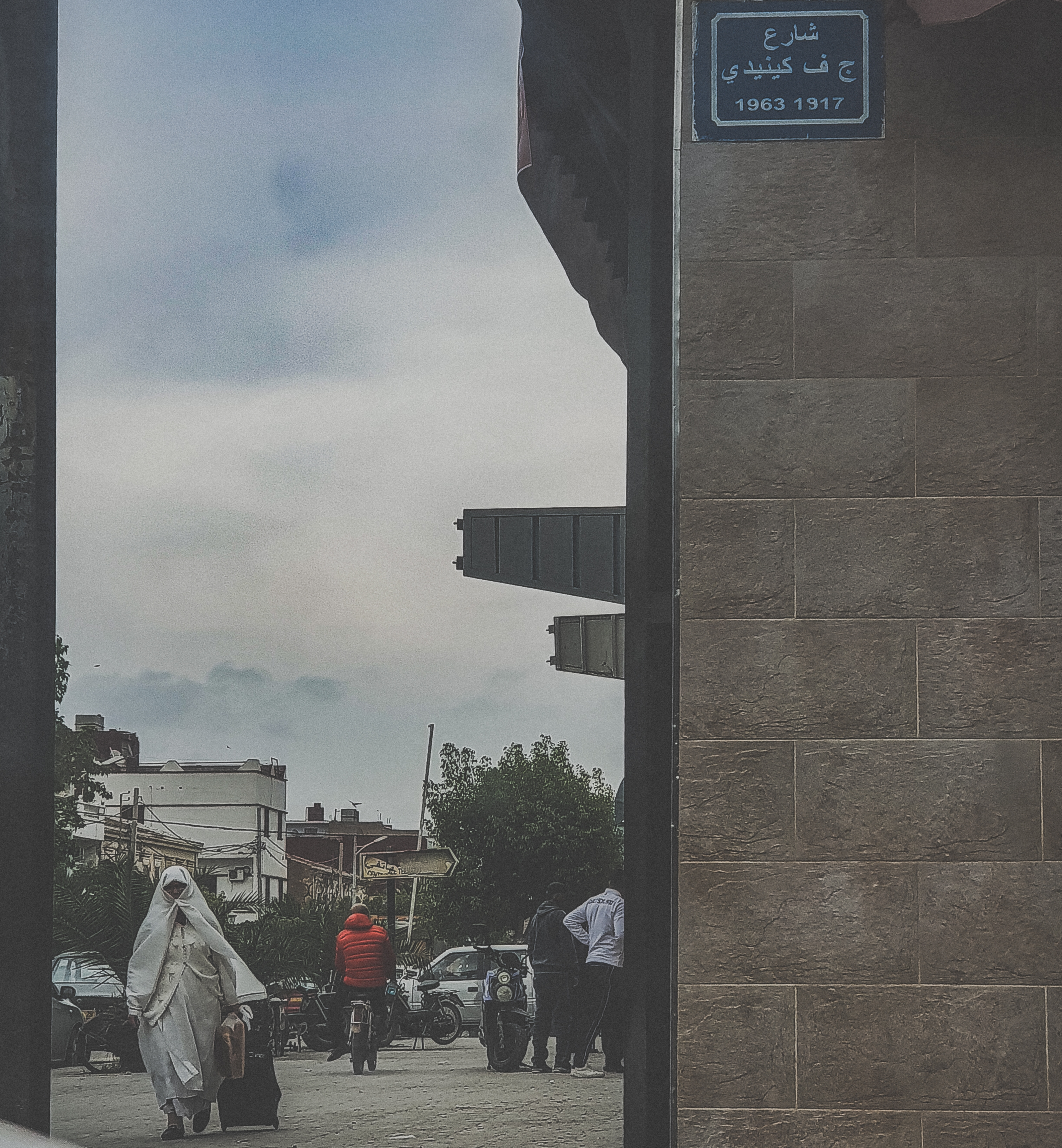